# 室女座20
室女座20，又名BD+11 2473，HD 109217、SAO 100146、HR 4777，是室女座的一颗恒星，视星等为6.26，位于銀經287.63，銀緯72.62，其B1900.0坐标为赤經12h 27m 59.1s，赤緯+10° 72.62′ 51″。